# Руто, Пол
Пол Руто — кенийский легкоатлет, который специализировался в беге на 800 метров. На чемпионате мира 1993 года выиграл золотую медаль с результатом 1.44,71. Серебряный призёр чемпионата Африки 1993 года. Выступал на чемпионате мира в помещении 1993 года, но не смог выйти в финал. На Играх Доброй Воли 1994 года занял 3-е место.
Личный рекорд 1.43,92 был установлен на соревнованиях Rieti Meeting 5 сентября 1993 года.